# Союз африканских железных дорог
Союз африканских железных дорог (англ. Union of African Railways, UAR) — союз, основанный в 1972 году, штаб-квартира расположена в городе Киншаса (ДР Конго). 
Целями организации являются стандартизация технических средств, координация перевозочного процесса, налаживание транспортных связей, определение перспектив развития, решение проблем унификации колеи.
Источник финансирования организации — членские взносы. Официальными языками являются английский, французский и португальский.